# マッスルオーケストラ
マッスル・オーケストラ（英: Muscle Orchestra）は、新日本プロレスの中西学とCMLLのストロングマンのタッグチーム。

## 概要
「G1 CLIMAX2010」にて中西学VSストロングマン戦が行われた後、「俺の本当のベストパートナーになる男」とストロングマンが中西とのタッグを熱望、G1 TAG LEAGUE2010で正式に「マッスルオーケストラ」を結成し、結果は3位となったが今後もチームを持続していく事となり、2011年1月4日と2月20日にBAD INTENTIONS（ジャイアントバーナード・カール・アンダーソン組）の保持しているIWGPタッグ王座に挑戦。2010年度のプロレス大賞最優秀タッグチーム賞を受賞した。

## 来歴
2010年のG1タッグリーグにて、中西学とストロングマンがG1タッグリーグでの上記の経緯から結成。予選リーグを突破し、決勝トーナメントでNO LIMITと対戦するも敗退するもリーグ戦3位に輝く。12月、プロレス大賞最優秀タッグチーム賞を受賞。
2011年1月4日、東京ドーム大会のIWGPタッグ選手権3WAYマッチルールに出場（出場チームは王者組のBAD INTENTIONS（ジャイアント・バーナード、カールアンダーソン組）、ビアマネーインク（ジェームス・ストーム、ロバート・ルード組））。ルードがアンダーソンにフォールを奪われた為、奪取に失敗。
2月20日、仙台大会でBAD INTENTIONSのIWGPタッグに挑戦。ストロングマンがバーナードのバーナードライバーで敗れ、奪取に失敗。
3月、ストロングマンがCMLLの本拠地であるメキシコに戻った為、一時活動を休止。
6月、中西が試合中に首を負傷、長期欠場を余儀なくされる。
7月、ストロングマンが新日本のリングの戻るも中西が復帰していない為、休止状態が続いている。
2012年10月8日両国大会で中西が約1年4か月ぶりに復帰。永田裕志を加えたトリオで、矢野通、飯塚高史、石井智宏組と対戦。
2014年10月から、ストロングマンことジョン・アンダーセンがIGFに参戦している為、事実上ユニットは解散状態である。

## 合体技
ダブル・アルゼンチン・バックブリーカー
中西とストロングマンの得意とするアルゼンチン・バックブリーカーを2人が同時に行う。
ダブル野人ダンスラリアット
中西の独特のアピールである野人ダンスを2人で同時に行い、立ち上がった相手タッグをラリアットで攻撃する。